# Papilio chikae
Papilio chikae là một loài bướm thuộc họ Papilionidae. Nó là loài đặc hữu của Philippines. Nó có 2 phụ loài P. c. chikae ở Luzon và P. c. hermeli (Nuyda, 1992) ở Mindoro. Phụ loài nêu sau đã từng được miêu tả là một loài độc lập, nhưng nó tương tự như các phụ loài đã được đề xuất và không có sự khác nhau đáng kể về cơ quan sinh dục, do đó các tác giả đã xếp nó thành phụ loài của loài đơn.
Nó được liệt vào nhóm loài dị đe dọa tuyệt chủng theo IUCN và ESA, và nằm trong phụ lục I của CITES, do buôn bán bất hợp pháp trên thế giới.